# Leões da Geolândia
Leões da Geolândia é um clube amador brasileiro de futebol da cidade de São Paulo, situado no bairro de Vila Medeiros e fundado em 2000.

## História
O clube nasceu em 1º de setembro de 2000, depois de uma reunião entre três amigos em uma padaria na Vila Medeiros, na Zona Norte de São Paulo. O primeiro nome escolhido foi Leões, mas depois foi incluído a referência a Rua Geolândia. As cores escolhidas foram o branco e o verde, para agradar os três fundadores - um palmeirense e dois santistas. A sede da equipe ficou sendo a padaria Geovanna, de propriedade de Nilton Amorim Ferreira, um dos fundadores do time.
Por muito anos, o time foi apadrinhado por José Fernandes Santa Rosa, que era dono de uma transportadora de cargas, e ajudava a pagar o bicho dos jogadores.
Fez sua estreia na Copa Kaiser em 2001, chegando a Fase C (terceira etapa de grupos) daquela edição. Já no ano seguinte, terminou 13º, após ser eliminado na Fase D (quarta etapa de grupos).
Em 2005, o time fez venceu a Copa Metropolitana, principal competição do futebol amador paulistano daquela temporada. Depois de vencer o AG Madeiras (do Brás), por 1 a 0, na decisão da etapa capital do torneio, o alvi-verde da Vila Medeiros derrotou o Pânico (de Cajamar), por 3 a 1, na grande final do regional.
Em 2007, os Leões chegaram nas oitavas-de-final da Copa Kaiser, terminando em 10º no geral. Nos dois campeonatos seguintes, o time da Vila Medeiros ficou pela semifinal - em 2008, foi eliminado pelo EC Vida Loka (da Vila Brasilândia), por 1 a 0, e em 2009, derrotado para o EC Ajax (da Vila Rica), por 3 a 2. Em 2010, o time foi eliminado nas quartas-de-final, ficando no 6º no geral.
Em 2013, os diretores do Leões resolveram usar o número 13 em todas as camisas, por superstição. Comandado pelo técnico Marquinho, os Leões venceram pela primeira vez da Copa Kaiser, batendo o Família 100 Valor, do Jardim Panamericano, por 2 a 0. No ano seguinte, a equipe da Vila Medeiros alcançaram a final mais uma fez, desta vez contra o Nove de Julho da Casa Verde. Após um empate no tempo normal de 1 a 1, os adversários saíram-se melhores nos pênaltis, por 4 a 3, e os Leões terminaram com o vice-campeonato.

## Jogadores famosos
Antes da fama, Elias e Vagner Love vestiram a camisa dos Leões.
Quando ainda jogava nas categorias de base do Palmeiras, em 2000, Love também começou a atuar pelo time da Vila Medeiros, bairro onde vivia sua então namorada.
Já Elias atuou em 2006, após voltar de uma passagem frustrada pelo Náutico e, com o fim de seu contrato, voltou a jogar na várzea. Foi o primeiro passo da reconstrução de sua carreira, que o levou para Corinthians.

## Títulos
- Copa Metropolitana: 2005
- Copa Kaiser: 2013